# Deathprod
Deathprod alias Helge Sten (Røros, 26 januari 1971) is een Noors muzikant en producent. Zijn muziek als solo-artiest is instrumentaal, grotendeels elektronisch en zowel aan ambient als aan noise gerelateerd. Naast zijn solowerk heeft hij ook deel uitgemaakt van de rockband Motorpsycho en is hij een van de oprichters van het avant-garde/elektroakoestische combo Supersilent.

## Loopbaan
Sinds 1991 is Sten onder het pseudoniem Deathprod actief, waarbij hij hoofdzakelijk van, deels zelfgebouwde, elektronische apparatuur gebruikmaakt. Deze apparatuur noemt hij zelf het "Audio Virus" en bestaat uit een combinatie van ringmodulators, oude echomachines, filters, theremins, samplers en aanverwante zaken.
In 1993 sloot hij zich aan bij Motorpsycho, waarmee hij hun doorbraakalbum Demon Box opnam. Sten was ook nauw betrokken bij de opname van het album Timothy's Monster, maar hierna bleef zijn samenwerking met de band hoofdzakelijk beperkt tot productiewerk en het zo nu en dan toevoegen van enkele effecten.
Nadat hij in 1994 zijn eerste soloalbum Treetop Drive 1-3 had uitgebracht, richtte hij in 1997 samen met het freejazz trio Veslefrekk (bestaande uit de jazzmusici: Jarle Vespestad, Arve Henriksen en Ståle Storløkken) de band Supersilent op. Naast zijn werk met Supersilent bleef hij ook solo actief en met name zijn album Morals and Dogma uit 2004 werd internationaal goed ontvangen.

## Discografie
- Treetop Drive 1-3, Towboat (1994), Metal Art Disco
- Imaginary Songs from Tristan da Cunha (1996), dBUT Records
- Nordheim Transformed (met Biosphere) (1998), Rune Grammofon
- Morals and Dogma (2004), Rune Grammofon
- Deathprod (2004), Rune Grammofon
- 6-track 10" remix album (2006), Rune Grammofon
- Occulting Disk (2019), Smalltown Supersound
- Dark Transit EP (2019), Smalltown Supersound

- Bibliothèque nationale de France: cb15010031b (data)
- Gemeinsame Normdatei: 135357764
- International Standard Name Identifier: 0000 0000 5520 5231
- Library of Congress Control Number: n2009035342
- MusicBrainz: 84b8d693-3136-40d7-aa4b-540c9edb503e
- Nationale Bibliotheek van Tsjechië: xx0114676
- Virtual International Authority File: 22417643
- WorldCat: E39PBJmtvJ4bbfF3GTC6M3kxDq